# Pimpla chamela
Pimpla chamela (лат.) — вид ихневмоноидных наездников рода пимплы из подсемейства Pimplinae (Ichneumonidae, Hymenoptera). Вид назван в честь типового местонахождения около биостанции в Мексике (Estación Biológica Chamela).

## Распространение
Мексика (Халиско, Морелос), Гватемала. Голотип найден около мексиканской биостанции Estación Biológica Chamela (La Huerta, Vereda Tejón, 600 м) в штате Халиско).

## Описание
Длина переднего крыла 6,7 мм. Перепончатокрылые насекомые-ихневмониды, которые от близких мексиканских видов отличаются следующими признаками: задняя нога черная; переднее крыло с жилкой 1cu-a (нервулюс) отчетливо постфуркальной. Переднее крыло с жилкой RS прямой, изогнутой только дистально. Первый тергит в 1,2 раза длиннее своей задней ширины, в боковом виде с центрально выпуклой дорсальной поверхностью, вздутие наклонено примерно под 45º. Тергиты 2—4 дорсально с крупной и плотной пунктировкой (расстояние между точками в основном короче одного диаметра пунктировки), гладкие и блестящие между точками. Латеротергиты 2—5 очень узкие; второй латеротергит в ширину примерно 0,15× длины. Ножны яйцеклада такой же длины, как задние голени. Яйцеклад слегка изогнут, его вершина с примерно пятью косыми зубцами на нижнем клапане и с рядом мелких зубчиков латерально на каждой стороне верхнего клапана; нижний клапан не закрывает верхний. Вид был впервые описан в 2021 году энтомологами из мексиканского университета штата Тамаулипас Universidad Autónoma de Tamaulipas, Андреем Халаимом и E. Ruíz-Cancino.
Окраска тела. Преимущественно черный вид. Верхний край переднеспинки с короткой белой полосой сзади. Крылья со слабм желтым оттенком, птеростигма коричневая. Передние и средние бедра, голени и лапки коричневые до коричневато-черных. Заднее бедро с красновато-коричневым пятном базально, а задние голени слабо красновато-коричневые суббазально на внешней поверхности.